# 吉田尚記がアニメで企んでる
『吉田尚記がアニメで企んでる』（よしだひさのりがアニメでたくらんでる）とは、NOTTV・ニッポン放送で、2013年4月から2014年3月25日まで放送されていたトークバラエティ番組である。

## 番組概要
この番組では、吉田尚記が“今、いちばん自分が見たい番組を作る”というコンセプトの元、企画の根幹から関わった番組で、番組のテーマ選定・ゲストブッキング・番組の構成など全ての工程に吉田が関わり、話題のアニメ番組の監督・脚本家・プロデューサーなど一流のクリエイターが毎回登場する。
普通のアニメ番組では取り上げない側面や吉田ならではの「上っ面をなぞるだけでない、核心に斬りこむ質問」をぶつけ、クリエイターの“本当の声”をすくいあげていくものである。
最終回後の2014年3月30日には『AnimeJapan2014スペシャル ～吉田尚記がアニメで企んでた～』と題する3時間のスペシャル番組が放送された。内容は、2014年3月23日、AnimeJapan 2014 2日目のステージで開催された『みならいディーバ（※生アニメ）』の制作発表の模様や、金田朋子による各ブースの取材、NOTTVのブースにサプライズ出演したWake Up, Girls!への金田朋子によるインタビューなど。

## 放送時間
- NOTTV：毎週火曜20:00 - 20:58（生放送）
- ニッポン放送：毎週日曜25:30 - 26:00（録音）

※ニッポン放送では、NOTTVの生放送音声を30分に編集したものを放送。

### 放送開始日
- NOTTV：2013年4月16日
- ニッポン放送：2013年4月14日（この日はプレ番組）